# Infante D. Henrique (monumento)
|                                           |  |                                               |
| Monumento ao infante Dom Henrique de Avis |  | Cerimônia de inauguração do monumento em 1960 |

O monumento ao Infante Dom Henrique encontra-se na Praça Portugal, ao lado das embaixadas de Portugal e dos Estados Unidos, em Brasília, capital do Brasil. Construído em bronze e colocado sobre um pedestal de concreto, é uma homenagem ao "pai da navegação portuguesa", o Infante Henrique, Duque de Viseu, feita pelo artista plástico português Salvador Carvão d'Eça Barata Feyo.
O monumento encontra-se em espaço destinado ao conjunto arquitetônico da Embaixada de Portugal em Brasília que, além do edifício da Chancelaria, também incluiu a Praça Portugal. Foi inaugurado em novembro de 1960, em cerimônia que contou com a presença do presidente brasileiro Juscelino Kubitschek. Naquele espaço, o edifício da embaixada portuguesa só foi inaugurado em 1978, enquanto a Praça Portugal foi reinaugurada em 1972. Em 2020, o governo do Distrito Federal iniciou obras de revitalização da praça, incluindo o monumento, que encontravam-se em estado de degradação há vários anos.